# Куп Радивоја Кораћа 2021.
Куп Радивоја Кораћа 2021. године био је одржан по петнаести пут као национални кошаркашки куп Србије, а деветнаести пут под овим именом.  Домаћин турнира био је Нови Сад у периоду од 11. до 14. фебруара 2021. године, а све утакмице су одигране у СПЕНС-у. Насловни спонзор такмичења и ове године је било Триглав осигурање.
Управни одбор Кошаркашког савеза Србије расписао је 30. октобра 2020. године конкурс за организацију завршног турнира националног купа. Скоро три месеца касније, 27. јануара 2021, објављено је да је за домаћина турнира изабран Нови Сад, у коме се куп претходни пут играо још 2003. године.
Због пандемије ковида 19, све утакмице на овогодишњем турниру одигране су без присуства публике. Телевизија Арена спорт је преносила свих седам утакмица.
Жреб парова овог издања Купа Радивоја Кораћа одржан је 3. фебруара 2021. у студију Арене спорт, уз директан пренос. Парове су извлачили некадашњи кошаркаши Жељко Ребрача и Зоран Сретеновић, који су и сами током играчке каријере освајали трофеј победника националног купа. По први пут након пет година, вољом жреба била је предвиђена могућност да се београдски вечити ривали сретну већ у полуфиналу, што се и догодило.
Признање намењено најкориснијем играчу финалне утакмице освојио је Марко Јагодић Куриџа, чији је индекс корисности износио 21. Звездин крилни центар је постигао осам поена, имао једанаест скокова, проследио три асистенције и украо две лопте. Најбољи стрелац финалне утакмице био је Филип Петрушев, центар поражене екипе, који је постигао 21 поен.

## Учесници
На турниру учествује укупно 8 екипа, а право учешћа клуб може стећи по једном од три основа:
- Као учесник првог ранга Јадранске лиге 2020/21. (5 екипа)
  - По овом основу пласман су обезбедили Борац Чачак, Мега Сокербет, Партизан НИС, ФМП и Црвена звезда МТС.
- Као финалиста Купа КСС II степена (2 екипе)
  - По овом основу пласман су обезбедили Војводина и СПД Раднички.
- Као најбоље пласирана екипа на половини првог дела такмичења у Кошаркашкој лиги Србије 2020/21. (1 екипа)
  - По овом основу пласман је обезбедила Младост Земун.[3][6]

## Дворана
| Нови Сад         | Нови СадКуп Радивоја Кораћа 2021. на карти Србије |
| СПЕНС            | Нови СадКуп Радивоја Кораћа 2021. на карти Србије |
| Капацитет: 6.987 | Нови СадКуп Радивоја Кораћа 2021. на карти Србије |
|                  | Нови СадКуп Радивоја Кораћа 2021. на карти Србије |

## Костур такмичења
|  | Четвртфинале      | Четвртфинале      |               |     | Полуфинале | Полуфинале |  |  | Финале | Финале |
|  |                   |                   |               |     |            |            |  |  |        |        |
|  | 11. фебруар       |                   |               |     |            |            |  |  |        |        |
|  |                   |                   |               |     |            |            |  |  |        |        |
|  | Мега Сокербет     | 93                |               |     |            |            |  |  |        |        |
|  | Мега Сокербет     | 93                | 13. фебруар   |     |            |            |  |  |        |        |
|  | Младост Земун     | 69                |               |     |            |            |  |  |        |        |
|  | Младост Земун     | 69                | Мега Сокербет | 82  |            |            |  |  |        |        |
|  | 11. фебруар       |                   | Мега Сокербет | 82  |            |            |  |  |        |        |
|  |                   | Војводина         | 75            |     |            |            |  |  |        |        |
|  | ФМП               | Војводина         | 75            | 67  |            |            |  |  |        |        |
|  | ФМП               |                   | 14. фебруар   | 67  |            |            |  |  |        |        |
|  | Војводина         | 73                |               |     |            |            |  |  |        |        |
|  | Војводина         | 73                | Мега Сокербет | 60  |            |            |  |  |        |        |
|  | 11. фебруар       |                   | Мега Сокербет | 60  |            |            |  |  |        |        |
|  |                   | Црвена звезда МТС | 73            |     |            |            |  |  |        |        |
|  | Партизан НИС      | Црвена звезда МТС | 73            | 76  |            |            |  |  |        |        |
|  | Партизан НИС      | 13. фебруар       |               | 76  |            |            |  |  |        |        |
|  | Борац Чачак       | 72                |               |     |            |            |  |  |        |        |
|  | Борац Чачак       | 72                | Партизан НИС  | 78  |            |            |  |  |        |        |
|  | 11. фебруар       |                   | Партизан НИС  | 78  |            |            |  |  |        |        |
|  |                   | Црвена звезда МТС | 79            |     |            |            |  |  |        |        |
|  | Црвена звезда МТС | Црвена звезда МТС | 79            | 108 |            |            |  |  |        |        |
|  | Црвена звезда МТС |                   |               | 108 |            |            |  |  |        |        |
|  | СПД Раднички      | 47                |               |     |            |            |  |  |        |        |
|  | СПД Раднички      | 47                |               |     |            |            |  |  |        |        |

## Четвртфинале
| 11. 2. 2021. 15:00 | Извештај | Мега Сокербет                                                                              | 93 : 69 | Младост Земун                                       | Мала дворана СПЕНС-а, Нови Сад Гледаоци: 30 Судије: Миливоје Јовчић, Владимир Јевтовић, Иван Стефановић |  |
| 11. 2. 2021. 15:00 | Извештај | Четвртине: 31:14, 25:28, 20:14, 17:13                                                      |         |                                                     | Мала дворана СПЕНС-а, Нови Сад Гледаоци: 30 Судије: Миливоје Јовчић, Владимир Јевтовић, Иван Стефановић |  |
| 11. 2. 2021. 15:00 | Извештај | Поени: Петрушев 22 Скокови: Симоновић 16 Асистенције: Смит, Момиров 6 Индекс: Симоновић 16 |         | Игбану 15 4 играча 5 Аранитовић, Ламар 2 Дрексел 12 | Мала дворана СПЕНС-а, Нови Сад Гледаоци: 30 Судије: Миливоје Јовчић, Владимир Јевтовић, Иван Стефановић |  |

| 11. 2. 2021. 17:00 | Извештај | ФМП                                                                                         | 67 : 73 | Војводина                                    | Велика дворана СПЕНС-а, Нови Сад Гледаоци: 0 Судије: Урош Николић, Урош Обркнежевић, Владимир Весковић |  |
| 11. 2. 2021. 17:00 | Извештај | Четвртине: 19:20, 13:18, 12:20, 23:15                                                       |         |                                              | Велика дворана СПЕНС-а, Нови Сад Гледаоци: 0 Судије: Урош Николић, Урош Обркнежевић, Владимир Весковић |  |
| 11. 2. 2021. 17:00 | Извештај | Поени: Ђорђевић 17 Скокови: Радовановић 9 Асистенције: Човић 7 Индекс: Ненадић, Ђорђевић 13 |         | Беслаћ 19 Ракићевић 10 Ракићевић 5 Беслаћ 24 | Велика дворана СПЕНС-а, Нови Сад Гледаоци: 0 Судије: Урош Николић, Урош Обркнежевић, Владимир Весковић |  |

| 11. 2. 2021. 19:00 | Извештај | Партизан НИС                                                                       | 76 : 72 | Борац Чачак                          | Мала дворана СПЕНС-а, Нови Сад Гледаоци: 0 Судије: Илија Белошевић, Марко Јурас, Александар Глишић |  |
| 11. 2. 2021. 19:00 | Извештај | Четвртине: 20:16, 20:16, 22:17, 14:23                                              |         |                                      | Мала дворана СПЕНС-а, Нови Сад Гледаоци: 0 Судије: Илија Белошевић, Марко Јурас, Александар Глишић |  |
| 11. 2. 2021. 19:00 | Извештај | Поени: Мика 15 Скокови: Величковић, Томас 6 Асистенције: Јарамаз 6 Индекс: Мика 19 |         | Џоунс 14 Неранџић 9 Џоунс 7 Џоунс 18 | Мала дворана СПЕНС-а, Нови Сад Гледаоци: 0 Судије: Илија Белошевић, Марко Јурас, Александар Глишић |  |

| 11. 2. 2021. 21:00 | Извештај | Црвена звезда МТС                                                                   | 108 : 47 | СПД Раднички                        | Велика дворана СПЕНС-а, Нови Сад Гледаоци: 30 Судије: Синиша Прпа, Немања Нинковић, Петар Глишић |  |
| 11. 2. 2021. 21:00 | Извештај | Четвртине: 22:13, 27:12, 30:13, 29:9                                                |          |                                     | Велика дворана СПЕНС-а, Нови Сад Гледаоци: 30 Судије: Синиша Прпа, Немања Нинковић, Петар Глишић |  |
| 11. 2. 2021. 21:00 | Извештај | Поени: Лазић 17 Скокови: Јагодић Куриџа 8 Асистенције: Ускоковић 6 Индекс: Лазић 23 |          | Думић 19 Поповић 8 Думић 4 Думић 21 | Велика дворана СПЕНС-а, Нови Сад Гледаоци: 30 Судије: Синиша Прпа, Немања Нинковић, Петар Глишић |  |

## Полуфинале
| 13. 2. 2021. 18:30 | Извештај | Мега Сокербет                                                                    | 82 : 75 | Војводина                                | Велика дворана СПЕНС-а, Нови Сад Гледаоци: 30 Судије: Урош Обркнежевић, Марко Јурас, Владимир Јевтовић |  |
| 13. 2. 2021. 18:30 | Извештај | Четвртине: 25:11, 25:22, 11:20, 21:22                                            |         |                                          | Велика дворана СПЕНС-а, Нови Сад Гледаоци: 30 Судије: Урош Обркнежевић, Марко Јурас, Владимир Јевтовић |  |
| 13. 2. 2021. 18:30 | Извештај | Поени: Симоновић 18 Скокови: Петрушев 13 Асистенције: Смит 8 Индекс: Петрушев 27 |         | Гаћеша 22 Гаћеша 20 Ракићевић 7 Гаћеша 7 | Велика дворана СПЕНС-а, Нови Сад Гледаоци: 30 Судије: Урош Обркнежевић, Марко Јурас, Владимир Јевтовић |  |

| 13. 2. 2021. 21:00 | Извештај | Партизан НИС                                                                 | 78 : 79 | Црвена звезда МТС                               | Велика дворана СПЕНС-а, Нови Сад Гледаоци: 30 Судије: Илија Белошевић, Миливоје Јовчић, Урош Николић |  |
| 13. 2. 2021. 21:00 | Извештај | Четвртине: 27:22, 19:18, 12:15, 20:24                                        |         |                                                 | Велика дворана СПЕНС-а, Нови Сад Гледаоци: 30 Судије: Илија Белошевић, Миливоје Јовчић, Урош Николић |  |
| 13. 2. 2021. 21:00 | Извештај | Поени: Јарамаз 18 Скокови: Томас 7 Асистенције: Јарамаз 9 Индекс: Јарамаз 28 |         | Лојд 24 Кузмић 7 Давидовац, Ускоковић 3 Лојд 24 | Велика дворана СПЕНС-а, Нови Сад Гледаоци: 30 Судије: Илија Белошевић, Миливоје Јовчић, Урош Николић |  |

## Финале
| 14. 2. 2021. 21:00 | Извештај | Мега Сокербет                                                                   | 60 : 73 | Црвена звезда МТС                                                       | Велика дворана СПЕНС-а, Нови Сад Гледаоци: 30 Судије: Илија Белошевић, Миливоје Јовчић, Урош Обркнежевић |  |
| 14. 2. 2021. 21:00 | Извештај | Четвртине: 21:19, 19:17, 8:17, 12:20                                            |         |                                                                         | Велика дворана СПЕНС-а, Нови Сад Гледаоци: 30 Судије: Илија Белошевић, Миливоје Јовчић, Урош Обркнежевић |  |
| 14. 2. 2021. 21:00 | Извештај | Поени: Петрушев 21 Скокови: Симоновић 7 Асистенције: Смит 6 Индекс: Петрушев 21 |         | Давидовац, О’Брајант 14 Јагодић Куриџа 11 Давидовац 6 Јагодић Куриџа 21 | Велика дворана СПЕНС-а, Нови Сад Гледаоци: 30 Судије: Илија Белошевић, Миливоје Јовчић, Урош Обркнежевић |  |

| Стартери:       | Стартери: | Стартери:           | П          | С          | А          |
| --------------- | --------- | ------------------- | ---------- | ---------- | ---------- |
| ПЛ              | 2         | Скучи Смит          | 7          | 0          | 6          |
| Ц               | 3         | Филип Петрушев      | 21         | 6          | 1          |
| Б               | 9         | Стефан Момиров      | 5          | 2          | 0          |
| КЦ              | 11        | Марко Симоновић     | 12         | 7          | 1          |
| Б               | 91        | Малком Казалон      | 5          | 4          | 3          |
| Резерве:        |           |                     |            |            |            |
| Б               | 0         | Никола Јовић        | 0          | 1          | 0          |
| КЦ              | 1         | Никола Мишковић     | Није играо | Није играо | Није играо |
| Б               | 5         | Миленко Тепић       | 4          | 0          | 3          |
| ПЛ              | 12        | Михаило Јовичић     | Није играо | Није играо | Није играо |
| Б               | 13        | Лука Церовина       | 0          | 3          | 1          |
| КЦ              | 17        | Карло Матковић      | 6          | 0          | 0          |
| КЦ              | 30        | Александар Ланговић | 0          | 0          | 0          |
| Тренер:         |           |                     |            |            |            |
| Владе Јовановић |           |                     |            |            |            |

| Мега Сокербет |  | Црвена звезда МТС |

| МЕГ         | Статистика        | ЦЗВ         |
| ----------- | ----------------- | ----------- |
|             | Статистика        |             |
| 15/28 (53%) | Шут за 2 поена    | 13/30 (43%) |
| 6/20 (30%)  | Шут за 3 поена    | 12/31 (38%) |
| 12/15 (80%) | Слободна бацања   | 11/17 (64%) |
| 2           | Скокови у нападу  | 15          |
| 23          | Скокови у одбрани | 26          |
| 25          | Укупно скокова    | 41          |
| 15          | Асистенција       | 13          |
| 13          | Изгубљених лопти  | 11          |
| 4           | Украдених лопти   | 6           |
| 1           | Блокада           | 1           |
| 20          | Фаулова           | 20          |

| Стартери:     | Стартери: | Стартери:            | П          | С          | А          |
| ------------- | --------- | -------------------- | ---------- | ---------- | ---------- |
| Б             | 3         | Џордан Лојд          | 9          | 5          | 1          |
| ПЛ            | 4         | Алекса Ускоковић     | 5          | 0          | 0          |
| К             | 10        | Бранко Лазић         | 10         | 2          | 0          |
| КЦ            | 19        | Марко Симоновић      | 4          | 2          | 1          |
| Ц             | 32        | Огњен Кузмић         | 4          | 6          | 0          |
| Резерве:      |           |                      |            |            |            |
| КЦ            | 00        | Џони О’Брајант       | 14         | 7          | 1          |
| ПЛ            | 1         | Милутин Вујичић      | Није играо | Није играо | Није играо |
| Б             | 7         | Дејан Давидовац      | 14         | 2          | 6          |
| Б             | 12        | Алекса Раданов       | 0          | 1          | 0          |
| К             | 13        | Огњен Добрић         | 5          | 3          | 1          |
| КЦ            | 21        | Марко Јагодић Куриџа | 8          | 11         | 3          |
| КЦ            | 22        | Бориша Симанић       | Није играо | Није играо | Није играо |
| Тренер:       |           |                      |            |            |            |
| Дејан Радоњић |           |                      |            |            |            |

| Победник Купа Радивоја Кораћа 2021. |
| ----------------------------------- |
| КК Црвена звезда 7. титула          |